# سامي فهمي
سامي فهمي (5 ديسمبر 1945 - 13 نوفمبر 2022) ممثل مصري، تخرج في المعهد العالي للفنون المسرحية في عام 1974، اشترك في مسرحية «القاهرة في ألف عام» ومسلسل «الأيام» سنة 1979، ونال شهرة معقولة ثم اختفى عن الحياة الفنية حيث سافر إلى الولايات المتحدة الأمريكية لدراسة الإخراج، ثم قرر الاستقرار هناك حيث اتجه لمجال الأعمال. أبرز أدواره كانت في مسلسلات: برج الحظ، وحكاية ميزو، وفرصة العمر. أبدى ندمه على هجرته إلى أمريكا وقال إن الحلم الأمريكي أكذوبة.

## وفاته
توفي في 13 نوفمبر 2022 عن عمر يناهز 76 عامًا ودُفن في مقابر العمود بمدينة الإسكندرية.